# ATP6V1G1
ATP6V1G1 (англ. ATPase H+ transporting V1 subunit G1) – білок, який кодується однойменним геном, розташованим у людей на короткому плечі 9-ї хромосоми. Довжина поліпептидного ланцюга білка становить 118 амінокислот, а молекулярна маса — 13 758.
| 10         |  | 20         |  | 30         |  | 40         |  | 50         |
| ---------- |  | ---------- |  | ---------- |  | ---------- |  | ---------- |
| MASQSQGIQQ |  | LLQAEKRAAE |  | KVSEARKRKN |  | RRLKQAKEEA |  | QAEIEQYRLQ |
| REKEFKAKEA |  | AALGSRGSCS |  | TEVEKETQEK |  | MTILQTYFRQ |  | NRDEVLDNLL |
| AFVCDIRPEI |  | HENYRING   |  |            |  |            |  |            |

A: Аланін

C: Цистеїн

D: Аспарагінова кислота

E: Глутамінова кислота

F: Фенілаланін

G: Гліцин

H: Гістидин

I: Ізолейцин

K: Лізин

L: Лейцин

M: Метіонін

N: Аспарагін

P: Пролін

Q: Глутамін

R: Аргінін

S: Серин

T: Треонін

V: Валін

Задіяний у таких біологічних процесах, як транспорт іонів, транспорт, транспорт протонів, ацетилювання. 